# Трофический уровень

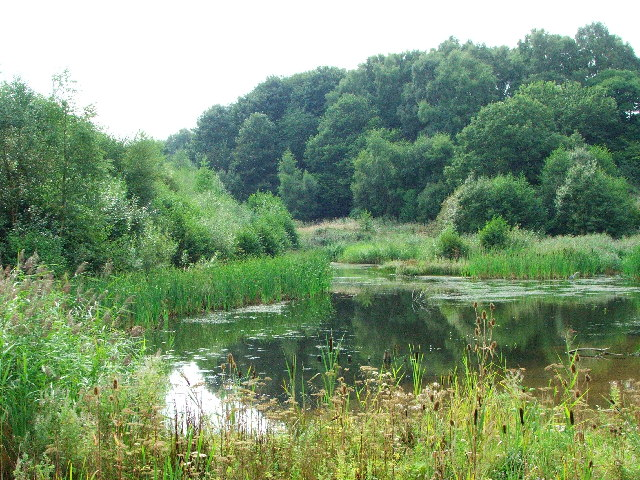
1 уровень, продуценты

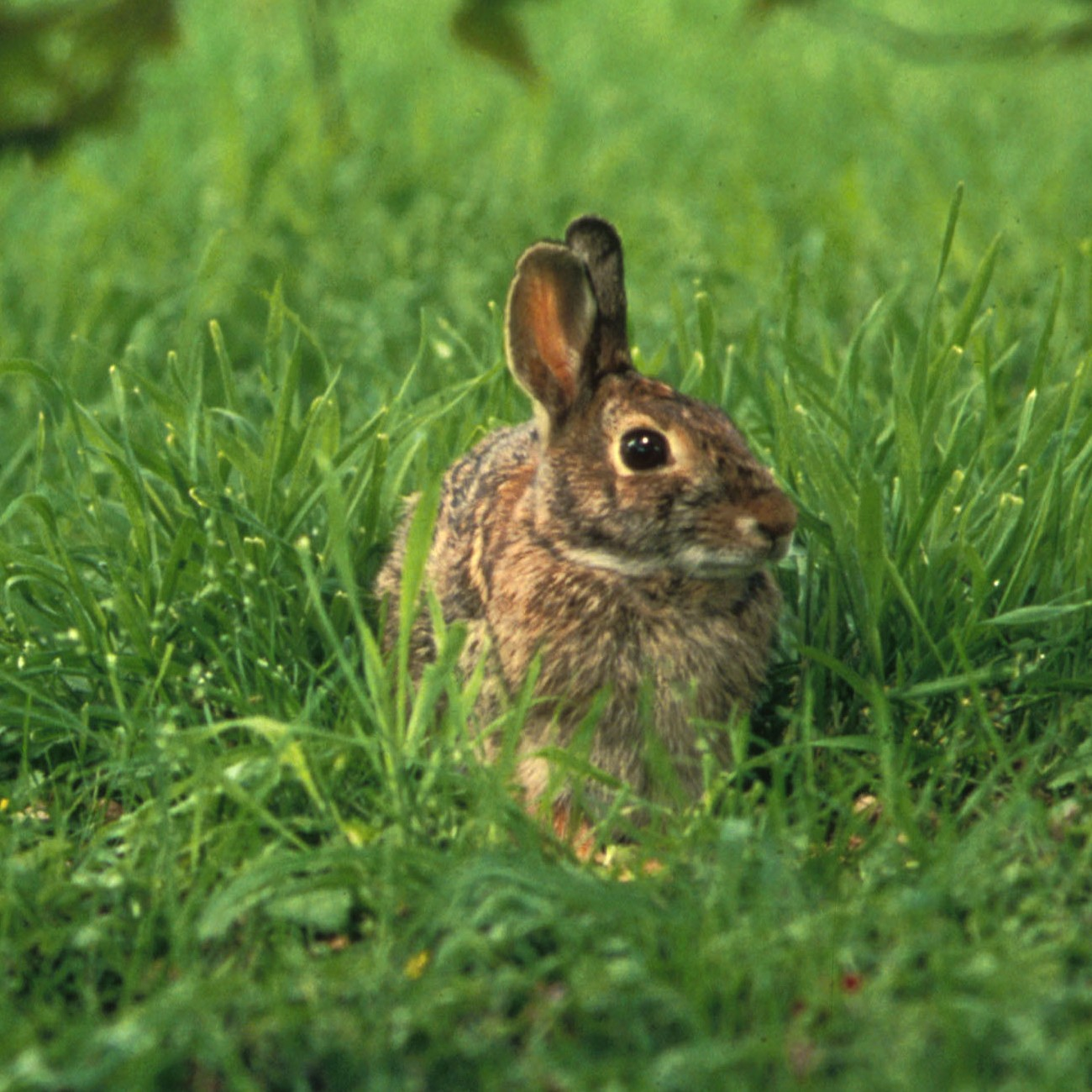
2 уровень, заяц

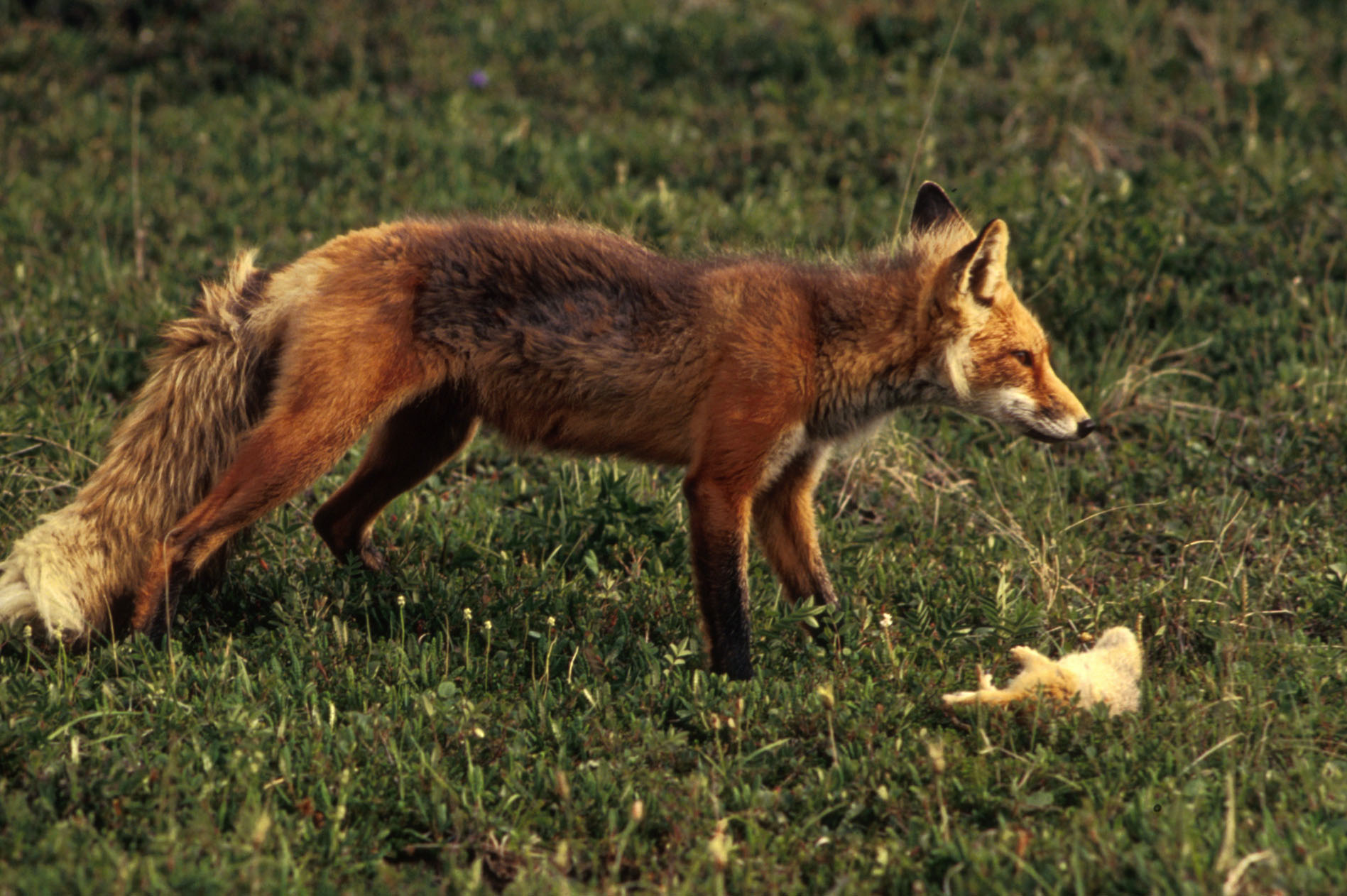
3 уровень, лиса

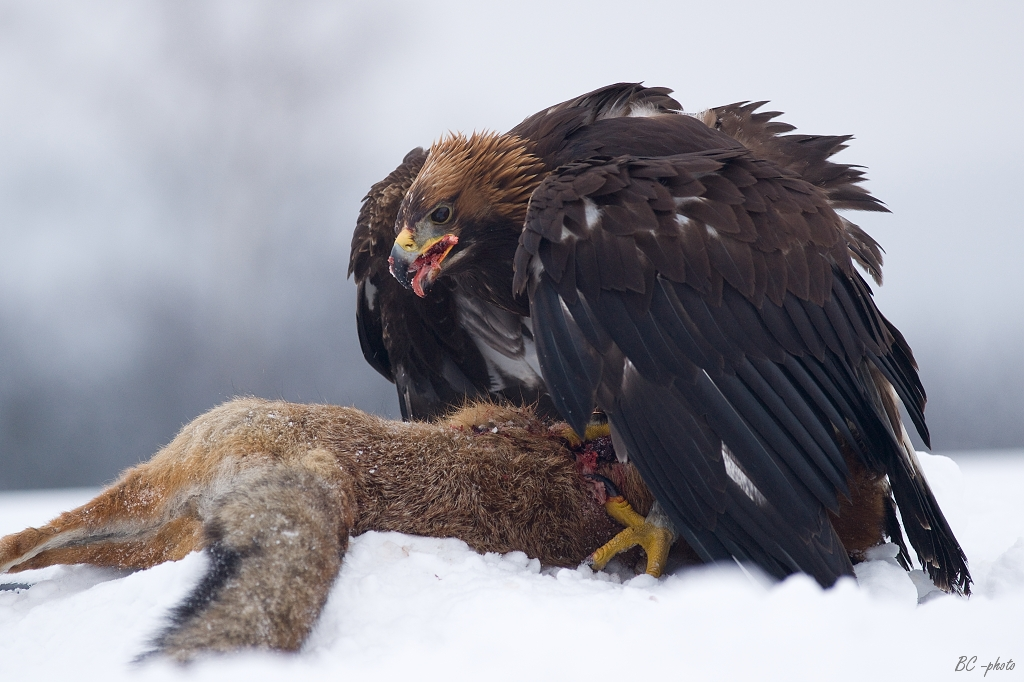
4 уровень, орёл

Трофический уровень — положение организма в пищевой (трофической) цепи. Слово «трофический» происходит от греч. τροφή (trophē) — «еда».
Как количество трофических уровней, так и их сложность со временем увеличиваются, исключение составляют периодические массовые вымирания.

## Уровни
В трофической цепи есть несколько уровней. Пищевая цепочка начинается на уровне 1 — на нём находятся продуценты, такие как растения. На уровне 2 находятся травоядные животные, которые питаются продуцентами. Плотоядные животные находятся на уровне 3. Иногда пищевая цепь заканчивается сверххищниками, которые находятся на трофических уровнях 4 или 5. Экологические сообщества с более высоким биоразнообразием образуют более сложные трофические пути.

## Способы получения пищи
Понятие «трофический уровень» было введено Раймондом Линдеманом в 1942 году на основе терминологии Августа Тинемана (1926), который назвал способы получения пищи:
- Производители (автотрофы). Производителями обычно являются растения и водоросли. Они не питаются другими организмами, но получают питательные вещества из почвы или воды и способны к фотосинтезу.
- Потребители (гетеротрофы). Это виды организмов, которые не могут производить собственную пищу и нуждаются в потреблении других организмов. Животные, которые питаются продуцентами, называются растительноядными. Животные, которые едят других животных, называются плотоядными, а животные, которые едят и растения, и других животных, называются всеядными.
- Разрушители (детритофаги). В основном это бактерии и грибы.

## Дробные трофические уровни
Трофические уровни не всегда можно пронумеровать натуральными числами, потому что организмы часто питаются разной едой и находятся более чем на одном трофическом уровне. Например, некоторые плотоядные животные едят и растения; крупный хищник может питаться как более мелкими хищниками, так и травоядными. Даниэль Поли предложил формулу для вычисления трофических уровней:
{\displaystyle TL_{i}=1+\sum _{j}(TL_{j}\cdot DC_{ij})\!},
где {\displaystyle TL_{j}} — трофический уровень добычи j, а {\displaystyle DC_{ij}} — доля j в рационе организма i.